# Teatre Ars
El Teatre Ars, o bé Cinema-Teatre Ars, va obrir les portes el 15 d'abril de 1972 al Carrer Atenes, 27 de Barcelona. Sala impulsada per Oriol Bassa i Pere Pocurull amb una capacitat de 275 localitats. Anteriorment havia estat seu de l'Ateneu de Sant Gervasi, que també projectava pel·lícules.
Uns dies abans, el 6 d'abril del mateix any, va començar a funcionar com a teatre amb l'obra Bestiari de Joan Oliver i música de La Trinca amb direcció escència de Ventura Pons. El dia 15 d'abril s'hi va projectar la primera pel·lícula, Torbellino va a la guerra.
Va esdevenir una sala que alternava teatre i cinema infantil. Durant un temps també va fer recitals de la nova cançó (Maria del Mar Bonet o Jaume Sisa, entre d'altres).
El 22 de desembre de 1972, Jaume Figueras es fa càrrec de la sala. A partir de 1981, Pocurull i Bassa s'encarreguen de la programació.
Al juny de 1983 es va cedir la sala a Mario Ramírez. Va començar una època en què no encertaven amb la programació. El 15 d'octubre de 1984, els propietaris van decidir reconvertir la sala en un teatre de varietats. Fins que el 3 de novembre de 1984 es va tancar definitivament.

## Curiositats
- La sala va acollir diverses projeccions durant la Setmana Internacional de Cinema de Barcelona.
- Excepcionalment, reobí les portes un dissabte de febrer de 1987 per projectar el film Oscar for Murder, un curtmetratge de 50 minuts realitzat en Super-8 pel grup OK'S.[1]

## Espectacles
- 1972, abril. Bestiari i escarnis de Pere Quart de Joan Oliver, amb música de La Trinca. Direcció de Ventura Pons.
- 1972, juliol. Recital de Sisa.
- 1972, agost. Recitals d'Hamster, Dolors Laffitte, Pere Tàpias, Enric Barbat i Maria del Mar Bonet.
- 1972, octubre. Recitals de Francesc Pi de la Serra
- 1973, febrer. Sermons domèstics de Bertolt Brecht, a càrrec del Grup El Globus de Terrassa, amb traducció de Feliu Formosa. Escenografia de Iago Pericot. Intèrprets: Francesc Tudó, Maria Plans, Josep Maria Casanovas i Rosa Morata.
- 1984, abril. Fleca Rigol, digueu de Josep Maria Muñoz Pujol amb Alfred Lucchetti i Ovidi Montllor
- 1984, setembre. Sense trampa, espectacle de música i màgia amb Josep Maria Bardagí i Màgic Andreu.